# Crossfire (Lied)
Crossfire ist ein Song der Bellamy Brothers aus dem Jahr 1977. Im deutschsprachigen Raum wurde auch die Coverversion von Hoffmann & Hoffmann, Himbeereis zum Frühstück, sehr bekannt.

## Entstehung und Text
Der Country-Pop-Song wurde von Dick Holler und Jerry Careaga komponiert, Phil Gernhard produzierte ihn. Der Song handelt von den Gefühlen des Protagonisten nach einer gescheiterten Beziehung. Auch mit Ausflügen, Lesen und Fernsehen schafft er es nicht, sich abzulenken, sucht nach einem „verlorenen Lächeln“ und fühlt sich, als ob er im Kreuzfeuer stünde.

## Veröffentlichung und Rezeption
Die Single erschien im März 1977 bei Warner Bros., wurde jedoch kein größerer Erfolg, außer in Deutschland, wo sie Platz 17 der Charts erreichte und 26 Wochen platziert blieb, und in Neuseeland mit Platz 14 und neun Chartwochen. In Deutschland trug auch der Auftritt bei Disco am 28. Mai 1977 zum Erfolg bei.

## Version von Hoffmann & Hoffmann
Die Gebrüder Hoffmann & Hoffmann erreichten mit ihrer im April 1977 bei Atlantic Records herausgebrachten Coverversion Himbeereis zum Frühstück mit einem Text von Bernd Meinunger in Deutschland Platz 14 und waren 19 Wochen platziert. Es war ihr erster großer Hit. Der Song ist auch auf zahlreichen Kompilationen zu finden. Im Gegensatz zum Original ist der Song leicht abgewandelt und wird etwas schneller und höher gespielt. Der Protagonist hat sich in die Verlobte seines Freundes verliebt, die bereits ihr Hochzeitskleid trägt. Er entführt die Braut, woraufhin sie überraschenderweise bei ihm bleibt. Gemeinsam essen sie „Himbeereis zum Frühstück“ und tanzen „Rock ’n’ Roll im Fahrstuhl“. Jedoch ist die Beziehung nicht von Dauer.
Das Duo trat am 17. September 1977 mit seiner Version ebenfalls bei Disco auf. Auch in der ZDF-Hitparade erreichte das Duo am 9. Januar 1978 Platz 19, war jedoch nicht in der Sendung. Auch ein geplanter Auftritt in der Super-Hitparade 1983 fand aufgrund der Trennung des Duos nicht statt, Himbeereis zum Frühstück wurde durch Der Nippel von Mike Krüger ersetzt.

## Coverversionen (Auswahl)
Es existieren zahlreiche Coverversionen, insbesondere der deutschsprachigen Version, darunter:
- DJ Ötzi / Bellamy Brothers
- Ross Antony (Himbeereis zum Frühstück)
- G.G. Anderson (Himbeereis zum Frühstück)
- Karel Gott (Srdce jako kámen)
- Almklausi (Himbeereis zum Frühstück)
- Mickie Krause (Himbeereis zum Frühstück)
- Johnny Lee
- Stefanie Hertel & Ross Antony (Himbeereis zum Frühstück)